# Aripuanã
Aripuanã – miasto i gmina w Brazylii, w stanie Mato Grosso.